# Дьюарт (Пенсільванія)
Дьюарт (англ. Dewart) — переписна місцевість (CDP) в США, в окрузі Нортамберленд штату Пенсільванія. Населення — 1385 осіб (2020).

## Географія
Дьюарт розташований за координатами 41°6′36″ пн. ш. 76°52′14″ зх. д. / 41.11000° пн. ш. 76.87056° зх. д. (41.109937, -76.870656).  За даними Бюро перепису населення США в 2010 році переписна місцевість мала площу 5,28 км², уся площа — суходіл.

## Демографія
Згідно з переписом 2010 року, у переписній місцевості мешкала 1471 особа в 605 домогосподарствах у складі 447 родин. Густота населення становила 279 осіб/км².  Було 618 помешкань (117/км²).
Расовий склад населення:
| - 97,8 % — білих - 0,7 % — чорних або афроамериканців - 0,3 % — азіатів |

До двох чи більше рас належало 0,3 %. Частка іспаномовних становила 1,3 % від усіх жителів.
За віковим діапазоном населення розподілялося таким чином: 22,2 % — особи молодші 18 років, 60,7 % — особи у віці 18—64 років, 17,1 % — особи у віці 65 років та старші. Медіана віку мешканця становила 42,6 року. На 100 осіб жіночої статі у переписній місцевості припадало 95,1 чоловіків;  на 100 жінок у віці від 18 років та старших — 94,1 чоловіків також старших 18 років.
Середній дохід на одне домашнє господарство  становив 75 755 доларів США (медіана — 64 111), а середній дохід на одну сім'ю — 91 650 доларів (медіана — 88 171). Медіана доходів становила 45 500 доларів для чоловіків та 62 719 доларів для жінок. За межею бідності перебувало 5,1 % осіб, у тому числі 6,6 % дітей у віці до 18 років та 11,4 % осіб у віці 65 років та старших.
Цивільне працевлаштоване населення становило 782 особи. Основні галузі зайнятості: освіта, охорона здоров'я та соціальна допомога — 24,4 %, виробництво — 21,9 %, роздрібна торгівля — 13,3 %, публічна адміністрація — 11,3 %.